# Робертс, Дорис
Дорис Мэй Робертс (англ. Doris May Roberts; 4 ноября 1925 — 17 апреля 2016) — американская актриса, наиболее известная по роли Мари Бэроун в сериале «Все любят Рэймонда».

## Биография
Родилась в Сент-Луисе в семье Ларри и Энн Мелтзер. Когда Дорис была ещё ребёнком её отец бросил семью и её матери пришлось перебраться к своим родителям, еврейским иммигрантам из России, в Бронкс, Нью-Йорк.
Актёрская карьера Дорис началась на телевидении в 1952 году в сериале «Первая студия». Позже она появилась в сериалах «Защитники» и «Бен Кэйси». В то же время она дебютировала и на Бродвее. Её кинодебют состоялся в 1961 году в фильме «Дикая штучка». За свою карьеру в кино Дорис появилась в таких фильмах, как «С леди так не обращаются» (1968), «Убийцы медового месяца» (1970), «Новый лист» (1971), «Такие хорошие друзья» (1971), «Разбивающий сердца» (1972), «Рождественские каникулы» (1989), «Второе дыхание» (1992), «Мальчик на троих» (2006) и некоторых других.
Но всё же она в большей степени оставалась телевизионной актрисой, появившись за свою карьеру более чем в 80 сериалах, среди которых «Лодка любви», «Остров фантазий», «Кегни и Лейси», «Сент-Элсвер», за роль в котором она была удостоена премии «Эмми», «Она написала убийство», «Крутой Уокер: правосудие по-техасски», «Прикосновение ангела», «Лиззи Магуайр», «Отчаянные домохозяйки» и многих других. Но наибольшую популярность она получила за исполнения роли Мэри Байрон в сериале «Все любят Рэймонда», в котором она снималась с 1996 по 2005 год. За эту роль Робертс семь раз номинировалась на «Эмми» как Лучшая актриса второго плана в комедийном сериале и четыре раза становилась обладательницей этой премии. В 2003 году за свой вклад в телевидение Дорис была удостоена звезды на Голливудской аллее славы.
Дорис дважды была замужем. От первого мужа, Майкла Канната, она родила сына Майкла Канната мл., который в своё время стал отцом её троих внуков. Её второй муж, Уильям Гойен, за которого она вышла замуж в 1963, умер от лейкемии в 1983 году.
В 2005 году была опубликована поваренная книга Дорис «Вы голодны, дорогие?». В том же году она получила почётную степень доктора изящных искусств в Университете Южной Каролины. Робертс выступала активной защитницей животных, а также принимала участие в работе организации «Дети с диагнозом СПИД».
Дорис Робертс жила в Лос-Анджелесе, в доме, который в своё время принадлежал Джеймсу Дину. Актриса скончалась 17 апреля 2016 года во сне от инсульта в возрасте 90 лет. Похоронена на Вествудском кладбище в Лос-Анджелесе.

## Избранная фильмография
| Год  |   | Русское название      | Оригинальное название | Роль          |
| ---- | - | --------------------- | --------------------- | ------------- |
| 2012 | с | Отчаянные домохозяйки | Desperate Housewives  | Дорис Хэммонд |

## Награды
- Эмми 1983 — «Лучшая актриса второго плана в драматическом сериале» («Сент-Элсвер»)
- Эмми 2001, 2002, 2003, 2005 — «Лучшая актриса второго плана в комедийном сериале» («Все любят Рэймонда»)